# ブリージン
『ブリージン』(Breezin') は、ジャズ/ソウル・ギタリストであるジョージ・ベンソンのアルバム。ワーナー・ブラザース・レコードへの移籍後最初のアルバムである。

## 商業的成功
このアルバムは、ベンソンが商業的に最も成功した時期の始まりを告げるものとなった。『ブリージン』は、『ビルボード』誌のポップ・アルバム・チャートである Billboard 200 をはじめ、ジャズ、R&Bのアルバム・チャートにおいていずれも首位に立ち、タイトル曲であり、スムースジャズのスタンダードとなった「ブリージン」と、ポップ・シングル・チャートである Billboard Hot 100 とR&B の両方で上位に達するヒットとなった「マスカレード」の2枚のシングル・ヒットを出した。アルバム自体もアメリカレコード協会 (RIAA) から、プラチナディスクに認定された。
このアルバムは、1977年の第19回グラミー賞において、複数の賞を受けた。ベンソンは最優秀インストゥルメンタル・パフォーマンス賞を、アル・シュミットは最優秀アルバム技術賞(クラシック以外)を受賞し、また、ベンソンとトミー・リピューマは、最優秀アルバム賞と最優秀男性ポップ・ヴォーカル・パフォーマンス賞にもノミネートされた。「マスカレード」によって、リピューマとベンソンは最優秀レコード賞を受賞し、受賞は逃したものの、レオン・ラッセルは最優秀楽曲賞、ベンソンは最優秀男性ポップ・ヴォーカル・パフォーマンス賞にもノミネートされた。

## 批評
本作の発表当時、『The Village Voice』紙のレビューで、音楽評論家ロバート・クリストガウは「C」評価を付け、アルバムの大方の所は「mush（安っぽい感傷）」に過ぎないと片付けていた。後年に書かれたレビューにおいて、オールミュージックのリチャード・S・ギネル (Richard S. Ginell) は、満点が5つ星のところで3つ半の評価を下したうえで、ベンソンのギターを「かつてないほど、しっかりとした、流れるような」ものだとし、『ブリージン』は「実際は大したブレイクスルーではなく、遷移期のアルバムであり、彼のアイデンティティのコアは依然としてギターにある」と述べている。

## トラック・リスト
| #  | タイトル                                 | 作詞・作曲             | 時間 |
| -- | ---------------------------------------- | ---------------------- | ---- |
| 1. | 「ブリージン (Breezin')」                | ボビー・ウーマック     | 5:40 |
| 2. | 「マスカレード (This Masquerade)」       | レオン・ラッセル       | 8:03 |
| 3. | 「シックス・トゥ・フォー (Six to Four)」 | フィル・アップチャーチ | 5:06 |

| #  | タイトル                             | 作詞・作曲           | 時間 |
| -- | ------------------------------------ | -------------------- | ---- |
| 1. | 「私の主張 (Affirmation)」           | ホセ・フェリシアーノ | 7:01 |
| 2. | 「これが愛なの? (So This is Love?)」 | ジョージ・ベンソン   | 7:03 |
| 3. | 「愛するレディ (Lady)」              | ロニー・フォスター   | 5:49 |

## パーソネル
- ジョージ・ベンソン - ギター、ボーカル
- ホルヘ・ダルト - ピアノ、クラヴィネット
- ロニー・フォスター - エレクトリック・ピアノ、モーグ・シンセサイザー
- フィル・アップチャーチ - リズム・ギター
- ラルフ・マクドナルド - パーカッション
- スタンリー・バンクス (Stanley Banks) - ベース
- クラウス・オガーマン - 編曲、指揮
- ハーヴィー・メイソン - ドラムス
- トミー・リピューマ - プロデューサー
- ノエル・ニューボルト (Noel Newbolt) - プロデューサー補
- アル・シュミット - 録音、編集
- ダグ・サックス（英語版） - マスタリング・エンジニア